# Cho Youn-jeong
Cho Youn-jeong   (Seül, 29 de setembre de 1969) és un tiradora amb arc sud-coreana que va competir durant la dècada de 1990.
El 1992 va prendre part en els Jocs Olímpics d'Estiu de Barcelona, on va disputar dues proves del programa de tir amb arc. En ambdues, la prova individual i la prova per equips guanyà la medalla d'or. En la prova per equips formà equip amb Kim Soo-Nyung i Lee Eun-Kyung. El 1993 guanyà una medalla d'or en la prova per equips i una de plata en la prova individual al Campionat del món de tir amb arc.